# Pau Arnau i Riera
Pau Arnau i Riera (Terrassa, 12 de desembre de 1859 - Terrassa, 11 de juny de 1911) fou un músic terrassenc. Va ser professor de piano, violí, flauta i contrabaix a l'Escola Municipal de Música de Terrassa.
Fill de jornalers, nasqué amb una anomalia física que li deformà l'esquena i li impedia de realitzar treballs manuals, cosa que el portà a dedicar-se a la música.
Es formà amb Marc Biosca, mestre de capella del Sant Esperit de Terrassa. Com a violinista participà en diversos concerts, entre d'altres, amb Isidre Mogas, Marc Barba, i Francesc Tàrrega, amb qui oferí un concert al Teatre Principal de Terrassa el 1889. El 1909 entrà com a professor a l'Escola Municipal de Música de Terrassa on ensenyà, entre d'altres, a Marc Armengol i Ballbé.
Es conserven obres seves al fons musical de la catedral-basílica del Sant Esperit de Terrassa (TerC).

## Obres
Compongué obres notables. Les principals són:
- El buen Juan
- Los primeros latidos
- La dulzura
- La granza[5]